# Parangitia subrufescens
Parangitia subrufescens är en fjärilsart som beskrevs av William James Kaye 1901. Parangitia subrufescens ingår i släktet Parangitia och familjen nattflyn. Inga underarter finns listade i Catalogue of Life.